# I Was Here (bài hát)
"I Was Here" là một bài hát R&B của ca sĩ người Hoa Kỳ Beyoncé cho album phòng thu thứ tư của cô mang tên 4 (2011). Bài hát được viết bởi Diane Warren, trong khi việc sản xuất được dành cho Ryan Tedder, Brent Kutzle, và Kuk Harrell. "I Was Here" là một bản R&B ballad, trong đó Knowles đã đánh giá quá khứ của cô, muốn để lại một ảnh hưởng trên thế giới trước khi cuộc sống của cô đến một kết thúc. Được mô tả là một trong những "bài hát sự nghiệp" của Warren, phát triển của nó đã được thúc đẩy bởi sự kiện 11 tháng 9 tại Hoa Kỳ.
"I Was Here" nhận được nhiều đánh giá tích cực từ các nhà phê bình âm nhạc, hầu hết những người chỉ trích đưa các bài hát trên đường đua-danh sách các album và bày tỏ sự khó chịu về việc Knowles lo lắng về di sản của mình và muốn để lại một tác động trên thế giới, cho rằng cô vẫn ở dưới ba mươi tuổi. Các nhà phê bình, tuy nhiên, vẫn thích giọng hát của Knowles trong bài hát, được bổ trợ bởi các phím piano và nhịp trống mạnh. Đi theo sự phát hành của 4, "I Was Here" đã đạt đến vị trí số 131 tại UK Singles Chart, 74 trên Swiss Singles Chart, và 44 trên South Korea Gaon International Singles Chart vào đầu tháng 7 năm 2011. Sau đó, vào năm 2012, bài hát còn có mặt trên một số bảng xếp hạng khác.

## Xếp hạng

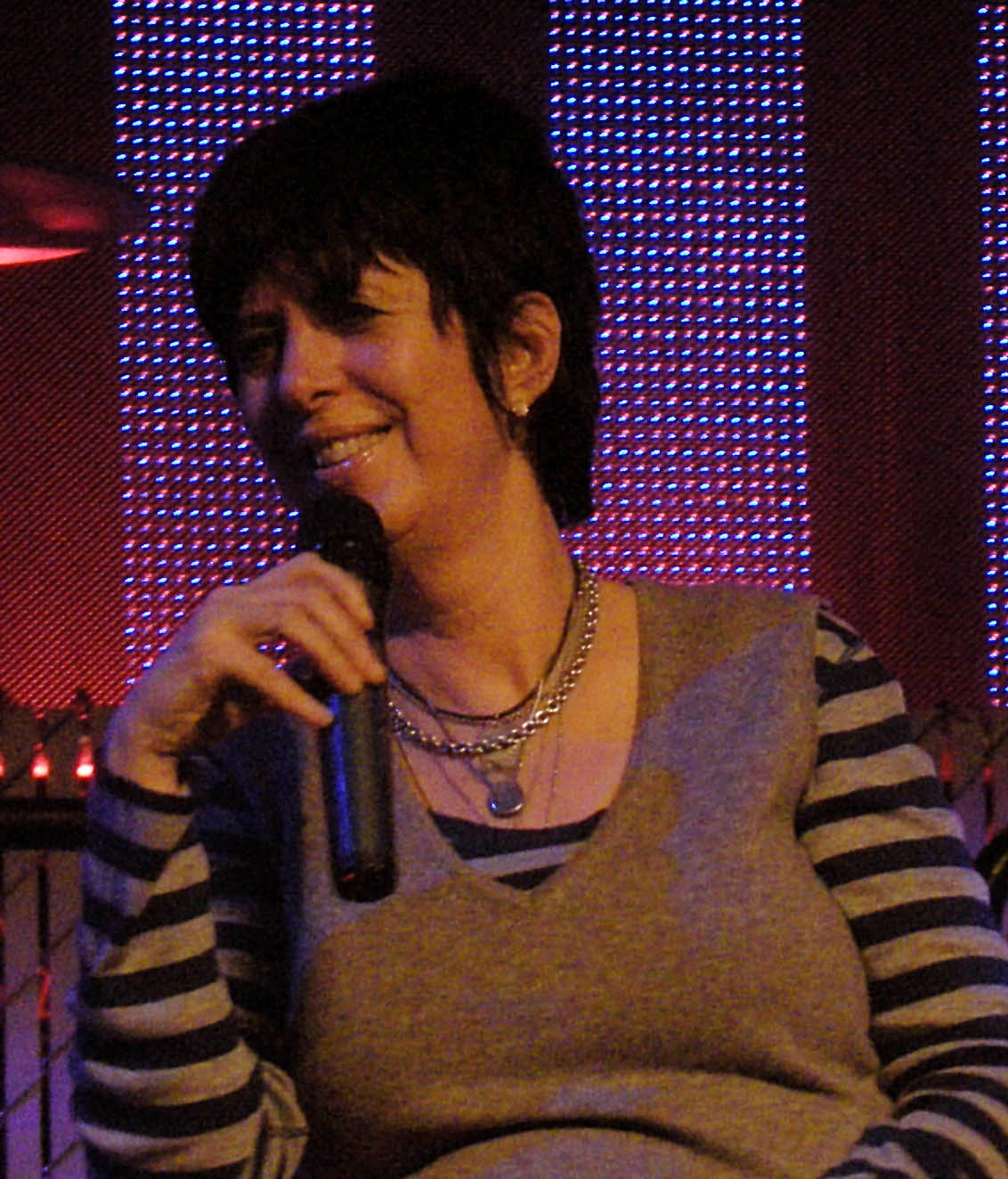
Diane Warren (hình) đã muốn làm việc với Knowles kể từ khi Destiny's Child tan rã, và nói "I Was Here" là một "khoảng thời gian tuyệt vời".

| Bảng xếp hạng (2011–12)                 | Vị trí cao nhất |
| --------------------------------------- | --------------- |
| Australian Singles Chart                | 85              |
| Australian Urban Singles Chart          | 26              |
| Bỉ (Ultratip Flanders)                  | 18              |
| Hungarian Singles Chart                 | 6               |
| Irish Singles Chart                     | 88              |
| South Korea International Singles Chart | 44              |
| Swiss Singles Chart                     | 74              |
| UK R&B Singles Chart                    | 37              |
| UK Singles Chart                        | 131             |
| Hoa Kỳ Dance Club Songs (Billboard)     | 13              |